# 영천 분기점
영천 분기점(Yeongcheon Junction, 영천JC)은 경상북도 영천시 북안면 임포리에 설치된 경부고속도로와 영천상주고속도로가 만나는 분기점이자 영천상주고속도로의 기점이다. 영천 방면에서 서울 방면으로의 진출과 부산 방면에서 상주 방면으로의 진출이 불가능하다.

## 연혁
- 2012년 4월 4일 : 분기점 신설을 위해 영천시 도시계획시설 교통광장에 북안면 임포리 일원을 고시[1]
- 2017년 6월 28일 : 상주영천고속도로 개통과 함께 통행 개시[2]

## 구조물 정보
- 위치 : 경상북도 영천시 북안면 임포리

## 접속하는 노선

### 부산・서울방면
- 경부고속도로 (10-1번)

### 상주방면
- 영천상주고속도로 (9번)

## 교통량 정보
원톨링 시스템에 의해 집계된 영천상주고속도로를 통과한 차량 기준이다.
| 요금소              | 통행량 (대/일) | 통행량 (대/일) | 통행량 (대/일) | 각주  |
| 요금소              | 2017년         | 2018년         | 2019년         | 각주  |
| ------------------- | -------------- | -------------- | -------------- | ----- |
| 영천분기점 (폐쇄식) | 6,597          | 6,995          | 8,565          | [ 3 ] |